# Муратов, Дамир Рауфович
Дами́р Рау́фович Мура́тов (род. 1967, Тобольск) — российский художник, живущий в Омске.

## Биография
Дамир родился в 1967 году в Тобольске Тюменской области. Окончил ДХШ в Тобольске. С 1984 года проживает в Омске. С 1988 года участвует в выставках. В 1998 году окончил ХГФ Омского государственного педагогического университета.
Дамир Муратов занимается живописью, графикой, инсталляцией, арт-объектами. Известность его началась с pop-images, показанных на галерейных выставках и на ярмарках «Арт-Москва»: Che Burashka, Mickey Mao и последовавшей за ней серией.
Дамира Муратова называют наследником поп- и соц-арта, поскольку он работает с образами рекламы, массовой культуры и политики. Марат Гельман назвал Дамира Муратова (как и Василия Слонова) «человеком-достопримечательностью».
Особые отношения у художника с Омском. В 1995 году художник создал галерею «Кучумъ», в доме на окраине города, в промзоне. Район, где живет художник, обрел статус «Беднотауна». Для Омска «Кучум-арт» — это намного больше, чем галерея: это художественный проект. В мастерской Муратова можно встретить многие омские мифы и легенды в материальном воплощении, в сибирских сувенирах.
Это просто место, где я живу: небольшая улица, на которой стоит мой дом, частный сектор со своей экосистемой, алкашами и синяками. У меня здесь бывают все: сантехник Витя может зайти десятку попросить и какое-нибудь лицо из Москвы приехать. Настоящее есть во всех слоях, и у каждого свой Беднотаун.
Муратов работает с символами, айдентикой и брендами. В работах он часто обращается к мифологии и образам Сибири, в частности, в сериях «Сибирская психоделика», «Всё засыпет хвоей наших кедров», «Сибирский пантеон». В Москве в 2013 году проходила персональная выставка From Siberia with Love. Художник часто использует тему флагов Сибири: United Kingdom of Siberia, Соединённые штаты Сибири, Siberia. The Island of Freedom, Omskterdam. Флаг «Соединенных Штатов Сибири» обыгрывает идею столкновения суровой сибирской жизни и массовой культуры американского образца
Многие работы художник посвящает теме растительности, проявляются «духи травы и леса», «огородные минералы», гербарий. В 2016 году Дамир провозглашает принципы: «Grow where nothing grows» и «I’m moss».
Работы художника представлены в сибирских музейных и частных собраниях, в коллекции ГЦСИ, а также в Московском музее современного искусства.

## Выставки

### Персональные
1. 2015 «Random Skier», Dukley Art Center, Котор
2. «Мох», Галерея 11.12, Москва
3. 2013 «From Siberia with Love», Галерея 11.12, Москва
4. 2013 «Белые солдаты», Эрарта, Санкт-Петербург[8]
5. 2012 «Как я провел лето», Галерея «Боли Шер», Омск
6. «Конец цвета», Галерея «X-Max», Уфа
7. 2011—2012 «Все засыпет хвоей наших кедров», Галерея «Белый куб», Омск; Красноярский культурно-исторический музейный комплекс
8. 2009—2010 «Беднотаун ньюс», галерея «Старый город», Новосибирск; Томский областной художественный музей
9. 2009 «Картинки для бродяг», Государственный художественный музей Алтайского края, Барнаул
10. 2004 «VENI, VIDI… Выставка работ Д. Муратова 1988—2004 годов». Омский областной музей изобразительных искусств им. М. А. Врубеля
11. 1995 творческий вечер и выставка «Сибирь — морская держава», Дом актера, Омск
12. 1994 выставка в Государственном архиве администрации Омской области, Омск

### Групповые
1. «Водные процедуры», Галерея L, Москва
2. "Сибирский эскапизм", Творческое объединение "WIP", 2022
3. 1995 выставка «Из Сибири с Любовью» в отеле «Софитель Ирис» организатор выставки «Slava Art Gallery» при содействии Святослава Николаевича Фёдорова. Москва.
4. 1994 выставка «Индульгенция на прошлогодний снег» в «Президент–Отель» Большая Якиманка 24 Организатор выставки галерея «TA & NI» и Георгий Бартая. Москва.
5. 1993 выставка «Художники Сибири» в главном здании Московского Государственного Университета им. М.В. Ломоносова. При содействии ректора Московского Государственного Университета Виктора Антоновича Садовничего и Проректора по социальным вопросам Гуськова Виктора Павловича. Москва.
6. 1992 выставка «Душа Сибири» в ДК Московского Государственного Университета им. М.В. Ломоносова. При содействии ректора Московского Государственного Университета Виктора Антоновича Садовничего, Комитета по Культуре и Искусству Омской Области в лице Геновой Нины Михайловны и Бикбулатова Олега Ангамовича, ректора Омского государственного педагогического университета Чуркина Михаила Константиновича и ТОО «Инвест Сиб Маркет» в лице Рыженко Леонида Игоревича. Москва.

1. «Давай закурим», LAZAREV GALLERY, Москва
2. «Подглядывающие», Спецпроект в рамках 4-й Московской биеннале современного искусства, Галерея «На Вспольном», Москва
3. «Сибирский пантеон», авторский проект в рамках IX Красноярской музейной биеннале «Во глубине», Красноярский культурно-исторический музейный комплекс
4. 2008 «Тунгусское вещество», Красноярский культурно-исторический музейный комплекс
5. «ОкеАйн, или Следы в океане», выставка-акция из цикла «Дар музею», Омский областной музей изобразительных искусств им. М. А. Врубеля
6. 2007 Арт-проект «Новый Ангеларий», Московский музей современного искусства
7. 2007—2006 выставки «Флаг тебе в руки!», Арт-галерея «Квадрат», Омск
8. 2004 «АРТ-Конституция», Московский музей современного искусства
9. Акция «Белочки в гостях у Вовы», Галерея «Кучум», Омск
10. «Античность через века», Омский областной музей изобразительных искусств им. М. А. Врубеля
11. 2003 «АРТS-2003», Выставочный центр «Сокольники», Москва
12. «Неболюкс над китайским забором», Галерея «Кучум», Омск
13. 2001−1998 выставки «Объект», Галерея-студия «Золотой путь», Омск
14. 1999 III Международная Красноярская музейная биеннале «Музеи мира — на площади Мира», Красноярский культурно-исторический музейный комплекс
15. Первая Новосибирская международная биеннале станковой графики, Новосибирская картинная галерея
16. 1996 региональная выставка-конференция «Человек в пространстве времени», Городской музей «Искусство Омска»
17. 1995 выставка-симпозиум «Война и мир, или Ад и рай в творчестве художников послевоенных поколений», Городской музей «Искусство Омска»
18. 1994 выставка-симпозиум «Накануне рубежа эпох», Городской музей «Искусство Омска»
19. Выставка, посвященная 10-летию Зеленогорского городского художественного музея, Красноярский край
20. «Омские художники. Визиты», Музей изобразительных искусств, Курган
21. 1992 «Синтез-2», Омский областной музей изобразительных искусств
22. 1991 «Современное сибирское искусство», Варшавский центр искусств, Варшава
23. 1988 выставка товарищества художников «Башня», Дом актера, Омск

### Художественные
- 2013 Scope, Майами
- 2007—2003 7-11-я Международные художественные ярмарки «Арт-Москва», ЦДХ, Москва
- 2003 Арт-Манеж, Москва

## Издания
- Муратов, Дамир. Хроники Беднотауна. — Омск, 2013 год. — 160 стр.[13]